# 10298 Jiangchuanhuang
10298 Jiangchuanhuang eller 1988 SU2 är en asteroid i huvudbältet som upptäcktes den 16 september 1988 av den amerikanska astronomen Schelte J. Bus vid Palomarobservatoriet. Den är uppkallad efter Jiangchuan Huang.
Asteroiden har en diameter på ungefär 8 kilometer.